# Cataulacus pullus
Cataulacus pullus  (лат.) — вид древесных муравьёв рода Cataulacus из подсемейства Myrmicinae (Formicidae). Афротропика: Гвинея, ДРК, Камерун, Кения.

## Описание
Мелкие муравьи чёрного цвета. Длина тела рабочих 5,3—7,0 мм. Длина головы равна 1,32—1,84 мм (ширина головы — 1.58—2.16 мм). Верхняя часть груди без волосков. Голова с заострёнными задними углами.
Усики рабочих состоят из 11 члеников и имеют булаву из трёх вершинных сегментов. Проподеум угловатый с длинными острыми шипиками. Нижнечелюстные и нижнегубные щупики состоят из 5 и 3 члеников соответственно. Скапус короткий, длина его у рабочих равна 0,80—1,02 мм. Глаза крупные. Первый тергит брюшка сильно увеличенный. Стебелёк между грудкой и брюшком состоит из двух члеников: петиолюса и постпетиолюса (последний четко отделен от брюшка), жало развито, куколки голые (без кокона).

## Систематика
Вид был впервые описан в 1910 году итальянским мирмекологом Ф.Санчи по материалам из Экваториальной Африки. Относят к видовой группе huberi species group и трибе Cataulacini (или Crematogastrini). Таксон Cataulacus pullus близок к видам Cataulacus tardus и Cataulacus theobromicola.